# Jibber Jabber
Jibber Jabber es una serie de televisión creada por David Bowes. Cuenta la historia de dos hermanos, Jibber y Jabber, en el que realizan diversos juegos e imaginaciones.

## Producción
"Jibber Jabber" se realiza en animación digital por Northwest Imaging and FX (NWFX), una empresa de gráfica gráfica y Efecto especial fundado en Vancouver ), asociada a Jibber Jabber Toons Ltda. de YTV (canal de TV) YTV. La serie fue el proyecto de apertura de la NWFX's animation, que contrató a 25 animadores y utilizó el programa 3D Maya (software) Autodesk maya Estación. A pesar de ser completamente hecha por ordenador, está diseñada para asimilar el stop motion s.

## Personajes
- Jibber y Jabber - Dos hermanos (no gemelos) de siete años de edad. Ellos tienen una gran imaginación reservada para sus diversiones, ya jugó con diversos objetos y temas. Siempre se imaginan como socios.

- Jessica - Hermana mayor de Jibber y Jabber. En las imaginaciones de sus hermanos es, la mayoría de las veces, la antagonista. En la vida real ella siempre está enojada con algo, que involucra a Jibber y Jabber.

- Jelly Roll - Perro de Jibber, Jabber y Jessica. Él normalmente es coadyuvante en las imaginaciones de Jibber y Jabber.

- Marcy - Mejor amiga de Jessica.

## Detalles de visualización
La serie fue producida con 26 segmentos de 11 minutos, y se muestra siempre en dos episodios de 15 minutos, totalizando media hora.
La serie se estrenó en el canal de televisión YTV en septiembre de 2007 en la América Anglo-Saxónica. También se vendió a la Disney XD (en América Latina), TVE y FORTA (en España), RTP (en Portugal), KI.KA (en Alemania), TRT (en Turquía), Noga (en Israel), E-Junior y Al Jazeera Children's Channel (en los Emiratos Árabes Unidos y en Catar) por la Australia Broadcasting Corporation (en Australia).

## Doblajes latinoamericanas
- Jibber - Paolo Campos
- Jabber - Eder la berrea
- Jéssica - Melanie Henríquez
- Marcy - Rebeca Aponte
- Papá - Luis Miguel Pérez
- Mamá - Lileana Chacón
- Letreros - Joel Gonzales
- Estudio de doblaje: Etcétera Group

## Los premios
En 2008, Jibber Jabber ganó cuatro de los cinco premios del festival Leo Awards: Mejor animación, mejor guion, mejor esquema de sonidos y mejor puntuación musical.